# 서울특별시 서북병원
서울특별시 서북병원은 전염병과 노인성질환을 전문적으로 진료하기 위해 서울특별시청 산하에 설치된 서울특별시립병원이다.
병원장은 지방부이사관으로 보하나, 지방임기제공무원으로도 보할 수 있다.

## 연혁
- 1948년 시립순화병원 결핵환자진료소 설치
- 1960년 시립중부병원 분원으로 변경
- 1963년 시립요양소로 분리승격
- 1964년 시립서대문병원으로 변경
- 1973년 시립마포병원 통합
- 2005년 시립서북병원으로 변경
- 2009년 서울특별시 서북병원으로 변경

## 진료과목
내과, 신경과, 외과, 흉부외과, 소아청소년과, 영상의학과, 진단검사의학과, 결핵과, 재활의학과, 가정의학과, 예방의학과